# 香港墮馬身亡者列表
香港賽馬運動始於1846年跑馬地馬場落成。本表列出有紀錄的香港墮馬身亡者，至今共12名。
1. 1937年4月10日，騎師梁世恩於跑馬地馬場為「塔比結」出賽時墮馬，4月23日不治，終年42歲。[1][2]
2. 1948年2月28日，騎師鄧文華於跑馬地馬場為「陽光」準備出賽時，因「陽光」突失常奔返馬房，鄧閃避不及頭部猛撞馬房門口並墮馬昏迷，2月29日不治，終年45歲。[3]
3. 1948年11月6日，騎師老瑞林於跑馬地馬場為「亞美姑」出賽時墮馬，當日不治，終年33歲。[4]
4. 1954年9月26日，練馬師孟靈發於跑馬地馬場為第35號新馬訓練時墮馬，當日不治，終年51歲。[5][6]
5. 1956年10月10日，騎師黃清濂於跑馬地馬場為「好機會」晨操時心臟病發墮馬，當日不治，終年50歲。[7]
6. 1960年1月2日，法籍騎師司馬克於跑馬地馬場為「滿堂春」出賽時墮馬，當日不治，終年44歲。[8]
7. 1961年1月21日，英籍騎師李路於跑馬地馬場為「花木蘭」出賽時墮馬，當日不治，終年41歲。[9]
8. 1965年4月17日，騎師何偉航於跑馬地馬場為「盡我所能」出賽時墮馬，當日不治，終年35歲。[10]
9. 1984年12月8日，英籍騎師戴萊（英语：Brian Taylor (jockey)）於沙田馬場為「銀星一號」出賽衝過終點後墮馬，12月10日不治，終年46歲。[11]
10. 1999年3月21日，女見習騎師簡慧榆於沙田馬場為「漢廷之寶」出賽時墮馬，當日不治，終年20歲。[12]
11. 2000年9月23日，見習騎師鄭昌達於沙田馬場為「如我所願」出賽時墮馬，9月26日不治，終年20歲。[13]
12. 2018年7月17日，策騎員莫振華於沙田馬場為「越影」晨操時墮馬，7月18日不治，終年39歲。[14]

## 另請參見
- 香港賽馬
- 香港賽馬會

## 資料來源
1. ↑  . 工商日報. 1937年4月24日: 第三張第一版.（繁體中文）
2. ↑  . 天光報. 1937年4月24日: 第四版.（繁體中文）
3. ↑  . 華僑日報. 1948年3月1日: 第二張第一頁.（繁體中文）
4. ↑  . 工商晚報. 1948年11月7日: 第四頁.（繁體中文）
5. ↑  . 工商日報. 1954年9月27日: 第六頁.（繁體中文）
6. ↑  . 大公報. 1984年12月11日: 第四版.（繁體中文）
7. ↑  . 華僑日報. 1956年10月11日: 第二張第二頁.（繁體中文）
8. ↑  . 工商日報. 1960年1月3日: 第五頁.（繁體中文）
9. ↑  . 工商日報. 1961年1月22日: 第五頁.（繁體中文）
10. ↑  . 工商日報. 1965年4月18日: 第四頁.（繁體中文）
11. ↑  . 大公報. 1984年12月11日: 第四版.（繁體中文）
12. ↑  . 頭條日報. 2018年3月21日  [2018年7月23日]. （原始内容存档于2018年7月20日）. （页面存档备份，存于）（繁體中文）
13. ↑  . 文匯報. 2000年9月27日  [2018年7月23日]. （原始内容存档于2018年7月20日）. （页面存档备份，存于）（繁體中文）
14. ↑  . 蘋果日報. 2018年7月19日  [2018年7月23日]. （原始内容存档于2018年7月20日）. （页面存档备份，存于）（繁體中文）